# Winthemia interstincta
Winthemia interstincta là một loài ruồi trong họ Tachinidae.